# El juego de la vida (juego de mesa)
El juego de la vida, The Game of Life, también conocido simplemente como Life, es un juego de tablero creado originalmente en 1860 por Milton Bradley como The Checkered Game of Life, el primer juego de mesa para su propia compañía, Milton Bradley Company.
Fue el primer juego de mesa popular de EE. UU, y simula los viajes de una persona a lo largo de su vida, desde la adultez temprana hasta la jubilación, con la universidad si es necesario, trabajos, matrimonio y posibles hijos en el camino. En una misma partida pueden participar hasta seis jugadores, según la versión. Las variaciones del juego acomodan hasta diez jugadores.
La versión moderna se publicó originalmente 100 años después, en 1960. Fue creado y codiseñado por Bill Markham y Reuben Klamer, respectivamente, y fue "respaldado de todo corazón" por Art Linkletter. Ahora forma parte de la colección permanente del Museo Nacional de Historia Estadounidense del Smithsonian y miembro del Salón Nacional de la Fama del Juguete.

## Historia

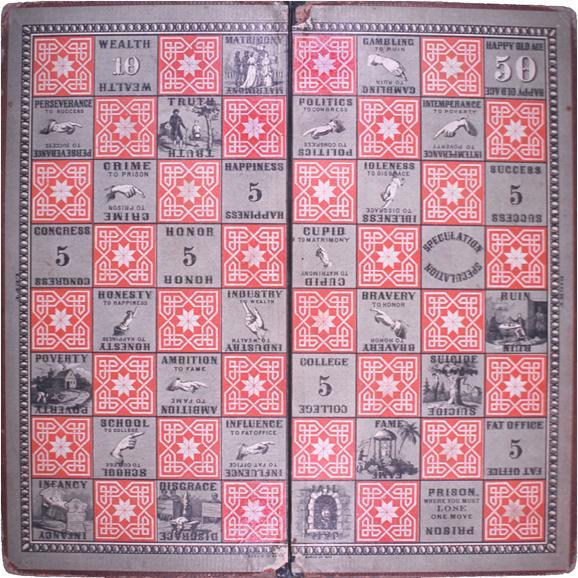
Tablero original de El juego de la vida

El juego fue creado originalmente en 1860 por Milton Bradley como The Checkered Game of Life, y fue el primer juego creado por Bradley, un exitoso litógrafo. El juego vendió 45.000 copias al final de su primer año. Como muchos juegos del siglo XIX, como The Mansion of Happiness de SB Ives en 1843, tenía un fuerte mensaje moral. 
El tablero de juego se parecía a un tablero de ajedrez modificado. El objetivo era aterrizar en espacios "buenos" y acumular 100 puntos. Un jugador podía ganar 50 puntos al llegar a "Feliz vejez" en la esquina superior derecha, frente a "Infancia", donde comenzaba uno. en lugar de dados que estaban asociados con los juegos de azar, los jugadores usaban un trompo de seis lados llamado teetotum.

## Juego moderno

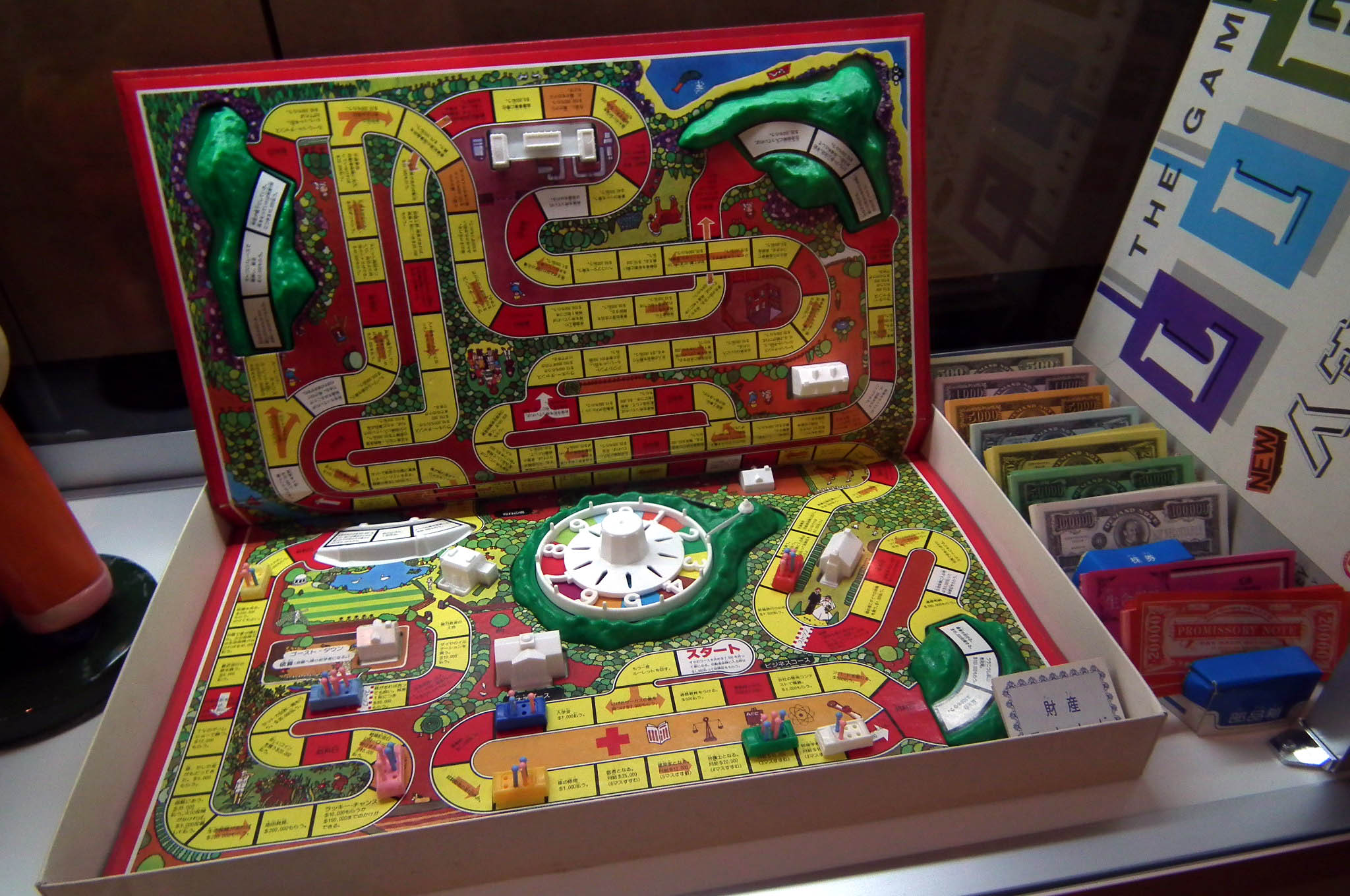
Edición japonesa moderna

En 1960 se introdujo el moderno Juego de la Vida . Una colaboración entre Reuben Klamer y Bill Markham, consiste en una pista que pasa a lo largo, sobre y a través de pequeñas montañas, edificios y otras características. Un jugador viaja a lo largo de la pista en un pequeño automóvil de plástico, de acuerdo con los giros de una pequeña rueda en el tablero con espacios numerados del uno al diez. Cada automóvil tiene seis agujeros en los que se agregan clavijas a medida que el jugador "se casa" y "adquiere hijos". Algunas ediciones "modernas tempranas" tienen ocho autos. Las clavijas de juego modernas o "personas" son rosas y azules para distinguir los sexos (azul para hombres, rosa para mujeres). Cada jugador comienza el juego con una clavija que coincida con su sexo.
También hay un banco que incluye dinero en billetes de 5,000, 10,000, 20,000, $50,000 y $100,000; pólizas de seguro de automóvil, vida, incendio y/o vivienda (según versión); $20,000 pagarés y certificados de acciones. Otros tangibles varían entre las versiones del juego. Los billetes de $ 500 se eliminaron en la década de 1980, al igual que los billetes de $ 1,000 en 1992. Las reglas en todas las versiones modernas del juego son generalmente las mismas, aunque pueden tener cartas y espacios diferentes.

### Versión de 1960
The Game of Life, con derechos de autor de Milton Bradley Company en 1960, tenía algunas diferencias con respecto a versiones posteriores. Por ejemplo, una vez que un jugador llegaba al espacio "Día del Juicio Final", tenía que elegir una de dos opciones. La primera era continuar por el camino hacia "Millionaire Acres", si el jugador creía que tenía suficiente dinero para superar a todos los oponentes. La segunda opción era tratar de convertirse en un "magnate millonario" apostando todo a un número y girando la rueda. El jugador ganaba inmediatamente el juego si salía el número elegido, o iba a la "Granja de Pobres" y era eliminado si no salía. Si ningún jugador se convertía en Millionaire Tycoon, el que tenía el total final más alto ganaba el juego. Además, hubo espacios que obligaron a un jugador a retroceder; en el caso de que un jugador aterrizara en uno de estos, se vería obligado a tomar la ruta más corta y no prestar atención a las penalizaciones y recompensas al hacerlo.
Esta versión tenía a Art Linkletter como portavoz, incluía su imagen en los billetes de $ 100,000 (con su nombre en los billetes como "Arthur Linkletter Esq.") y un respaldo entusiasta de Linkletter en la portada de la caja. Fue anunciado como un "Juego del 100 aniversario de Milton Bradley" y como "Un juego de acción en 3-D completo".
A partir de 2022, Winning Moves comercializa una edición clásica de la década de 1960.

### Versiones de los años 70 y 80
Aproximadamente a la mitad de la producción de esta versión, muchos valores en dólares se duplicaron. Esta descripción se enfoca en la última versión con las cantidades de dólares más grandes. La versión de finales de la década de 1980 también reemplazó a los convertibles de versiones anteriores con minivans. Los convertibles de principios de la década de 1960 todavía se usaban en la edición de 1978. La "granja pobre" pasó a llamarse "¡en bancarrota!" en el que los jugadores perdedores "se retirarían al campo y se convertirían en filósofos", y "Millionaire Acres" se acortó a "¡Millonario!" en el que el ganador podrá "Retirarse con estilo". Al igual que la versión de la década de 1960, había espacios que obligaban al jugador a retroceder; en el caso de que un jugador aterrizara en uno de estos, se vería obligado a tomar la ruta más corta y no prestar atención a las penalizaciones y recompensas al hacerlo.
Los cuadrados dorados de "Venganza" agregaron una línea, "Demandar por daños y perjuicios", en la edición de 1978.

### versión de 1991
Exactamente siete años después de que Hasbro adquiriera Milton Bradley Company, The Game of Life se actualizó en 1991 para recompensar a los jugadores por su buen comportamiento, como reciclar basura y ayudar a las personas sin hogar, al otorgar a los jugadores "Life Tiles", cada uno de los cuales valía una cierta cantidad. Monto  . Al final del juego, los jugadores sumaban las cantidades de las fichas a su total de efectivo y contaban para el total final. Se eliminaron los espacios que obligaban a los jugadores a retroceder, a partir de esta versión.
Las adaptaciones de videojuegos de 1998 para PC y Sony PlayStation de The Game of Life de la propia productora de videojuegos de Hasbro se basan en esta versión. Los jugadores pueden jugar la versión "clásica" usando Life Tiles o la versión "mejorada" en la que aterrizar en un espacio con Life Tile permite a los jugadores jugar uno de varios minijuegos. La versión para PC fue relanzada más tarde en 2003 por Atari Interactive, bajo propiedad de Infogrames Entertainment SA, como resultado de una fusión entre Hasbro Interactive y la antigua Atari Interactive.

### Versión del 2005
En 2005 se lanzó una versión actualizada del juego con algunos cambios en el juego. El nuevo Game of Life redujo el elemento de azar, aunque todavía se basa principalmente en el azar y aún recompensa a los jugadores por tomar riesgos.

### Versión del 2013
La versión de 2013 eliminó el cuadro de demanda que fue reemplazado por una tarjeta de demanda. También se agregó una nueva función "mantener esta tarjeta por 100k".

### Versión del 2017
Incluye clavijas y cuadrados para adquirir mascotas.

### Versión del 2021
Incluye tarjetas de inversión y 6 colores de clavijas diferentes. También se incluye una edición de mascotas.

### Otras versiones

#### Juegos de mesa
- Edición de Hello Kitty (1999, solo en Japón)
- El juego de la vida en Monstropolis ( versión de Monsters, Inc. ) (2001)
- El juego de cartas del juego de la vida (2002)
- Fame Edition (o Game of Life Junior/versión de viaje ) (2002)
- Star Wars : El camino de un Jedi (2002)
- Piratas del Caribe (2004)
- Edición de Los Simpson (2004)
- Fondo de Bikini Edición Bob Esponja Pantalones Cuadrados (2005)
- Edición Pokémon (2006, solo en Japón)
- Piratas del Caribe: El cofre del hombre muerto (2006)
- Edición de giros y vueltas (2007)
- El juego de la vida Express (2007)
- Edición de Indiana Jones (2008, exclusiva de Target)
- Edición de coleccionista de Padre de familia (2008)
- Edición El mago de Oz (2009)
- El juego de la vida - Edición del parque temático Haunted Mansion (2009)
- The Game of Life High School Edition (también conocida como "Edición rosa")
- LIFE: Edición estrella de rock
- El juego de la vida: es la edición de la vida de un perro (2011)
- El juego de la vida: Mi villano favorito (2014)
- VIDA: Edición My Little Pony [6]
- Del revés (2015)
- VIDA: Edición Yo-Kai Watch (2016)
- El juego de la vida: Quarter Life Crisis (2019)
- Edición Super Mario: El juego de la vida (2021)
- El Juego de la VIDA: Edición Jurassic Park (2022)[7]

#### Videojuegos
- RPG Jinsei Game Nintendo Entertainment System (NES) videojuego (1993)
- Serie de juegos Super Jinsei
  - Super Jinsei Game Super Famicom videojuego (1994)
  - Super Jinsei Game 2 Super Famicom videojuego (1995)
  - Super Jinsei Juego 3 Super Famicom videojuego (1996)
- El juego de la vida para PC y PlayStation (1998)
- Juego especial de Jinsei para GameCube (2003)
- El juego de la vida/Yahtzee/Payday Game Boy Advance (2005)
- El juego de la vida de Wii (2008)
- El juego Game of Life de WiiWare (2009) (solo en Japón)
- Juego para iPhone The Game of Life Classic Edition (2009)
- Hasbro Family Game Night 3 para las plataformas de videojuegos Xbox 360, Wii y PlayStation 3, y también se lanzó más tarde como parte del Hasbro Family Game Night Fun Pack, que consistió en una compilación de Hasbro Family Game Night 2 y Hasbro Family Game . Noche 3 .
- The Game of Life: Edición 2016 para iOS, Android y Steam de Marmalade Game Studio (2016)[8]
- The Game of Life 2 para iOS, Android y Steam de Marmalade Game Studio (2020)[9]
- El juego de la vida 2 para Nintendo Switch (2022)

#### Programa de televisión
- Edición de programa de juegos en The Hub (2011)